# Jequitinhonha (mesoregione)
Jequitinhonha è una mesoregione del Minas Gerais in Brasile.

## Microregioni
È suddivisa in 5 microregioni:
- Almenara
- Araçuaí
- Capelinha
- Diamantina
- Pedra Azul

| Controllo di autorità | VIAF (EN) 315526472 |